# زیگ‌زاگ
زیگ‌زاگ (انگلیسی: Zig Zag) فیلمی است که به کارگردانی ریچارد کولا در سال ۱۹۷۰ منتشر شد. از بازیگران آن می‌توان به جرج کندی، آن جکسون، ایلای والاک، استوارت ماس و شارلین هالت اشاره کرد.